# إيميل بازيكي
إيميل بازيكي (مواليد 14 أكتوبر 1927) هو لاعب كرة قدم. يلعب مع منتخب تشيكوسلوفاكيا لكرة القدم. سبق له أن لعب في كأس العالم لكرة القدم مع منتخب بلاده.

## روابط خارجية
- إيميل بازيكي على موقع الاتحاد الدولي (مؤرشف)  (الإنجليزية)
- إيميل بازيكي على موقع قاعدة بيانات كرة القدم.إي يو (الإنجليزية)
- إيميل بازيكي على موقع ناشيونال فوتبول تيمز (الإنجليزية)
- إيميل بازيكي على موقع Soccerway.com (الإنجليزية)
- إيميل بازيكي على موقع عالم كرة القدم.نت (الإنجليزية)